# Pär Johansson (teaterman)
Pär Ingemar Johansson, född 6 mars 1970 i Sundsvall, är en svensk verksamhetsledare, teaterproducent, regissör och manusförfattare.
Johansson är uppvuxen i Delsbo och verksam i Hudiksvall. År 1996 grundade han Glada Hudikteatern, som till stor del består av skådespelare med utvecklingsstörning. Han arbetade på ett dagcenter i Hudiksvall när han skapade teatergruppen, som numera är etablerad och spelar föreställningar runt om i Sverige och har turnerat till New York.
Johansson verkar även som föreläsare, där han ofta utgår från det framgångsrika teaterprojektet och visar hur människor kan utvecklas trots till synes vaga förutsättningar. Han var sommarpratare i Sveriges Radio den 29 juni 2010.
Han fick 2011 H. M. Konungens medalj för betydelsefulla insatser på ledarskapsområdet. År 2016 blev han Årets Eldsjäl på Svenska hjältar-galan.
Den 12 oktober 2011 figurerade Pär Johansson i SVT:s granskande program, Uppdrag Granskning. Programmet tog bland annat upp felaktiga faktureringar och lönenivån för de funktionshindrade skådespelarna i Glada Hudik-teatern.